# Продан, Фёдор Фёдорович
Фёдор Фёдорович Продан (род. 14 октября 1976, село Старая Сарата, Фалештский район, Молдавская ССР, СССР) — российский серийный убийца, совершивший 4 убийства в 1997 году и в период с 2015 по 2017 год на территории Москвы, Тульской и Орловской областей. В 2020 году Фёдор Продан был приговорён к пожизненному лишению свободы.

## Биография

### Семья и ранние судимости
Фëдор Продан родился в 1976 году в Молдавии. Почти все его родственники, включая близких, имели судимости. Это сильно повлияло на его личность. Дядей и односельчанином Фëдора Продана был серийный убийца Иван Продан (род. 1968), совершивший в 1998—1999 годах 5 убийств и 17 разбойных нападений на юге Москвы и в прилегающих районах Московской области. Сам Фëдор знал о преступлениях родственника и, по мнению следствия, гордился им.
В 1993 году несовершеннолетний Фёдор был впервые привлечëн к уголовной ответственности за кражу. В 1997 году Продан зарезал сожительницу и 22 декабря 1997 года был приговорён к 11 годам строгого режима. Выйдя на свободу условно-досрочно 27 февраля 2007 года, на воле он долго не продержался. За совершённый в Москве разбой 5 декабря 2007 года Продан был приговорён к 6 годам и 10 месяцам лишения свободы. Бывший сокамерник Продана рассказывал, что в заключении тот активно переписывался с большим количеством женщин.

### Серия убийств
Выйдя на свободу 15 апреля 2014 года, Продан стал проживать с Натальей Виноградовой, с которой познакомился в 2012 году по тюремной переписке и её дочерью Анастасией, инвалидом по неврологическому заболеванию. Продан солгал Наталье, что сидел за смертельное ДТП. В апреле 2014 года Фёдор вышел на свободу и вместе с Натальей переехал к себе на родину в Молдавию. Вскоре они купили частный дом в деревне Маклец Тульской области. Жители деревни описывали его как хозяйственного мужчину. Продан был тираном по отношению к Наталье. Часто оскорблял её, унижал и избивал. Строго контролировал семейный бюджет и запрещал покупать продукты свыше суммы пятисот рублей. В основном ссоры происходили из-за больной дочери.
В ноябре 2015 года Фёдор Продан заявил сожительнице об их скором переезде в Орловскую область, где проживали его родственники. Затем он убил 52-летнюю Наталью Виноградову, задушив её бельевой верёвкой, завернул труп в ковёр и вынес на улицу.
Её 31-летней дочери Анастасии он рассказал, что уже отвёз Наталью в Орловскую область и сейчас отвезёт её. Вместо этого Продан привёз Анастасию в лесопосадку в Покровском районе Орловской области, задушил верёвкой, а труп спрятал в овраге, присыпав листвой и землёй. Затем он возвратился, спрятал труп Натальи в овраге вблизи реки Любовка, продал дом и уехал в Москву. Останки Анастасии Виноградовой нашли в апреле 2016 года, Натальи Виноградовой — в ноябре 2018 года.
В Москве у Продана появилась новая сожительница по имени Тамара. В 2017 году он убил её, задушив верёвкой, перед этим рассказав о скором переезде.

### Арест, следствие и суд
След Продана обнаружили по его комментарию в социальной сети и вычислили его местоположение. Оказалось, что он продал квартиру и уехал. Имея информацию об автомобиле, на котором скрылся Продан, его поймали инспектора ГАИ. В багажнике машины обнаружили труп Тамары.
Продана поймали с поличным, обвинили в убийстве Тамары и приговорили к 12 годам лишения свободы. Он надеялся, что будет судим только за это, однако вскоре ему представили неопровержимые доказательства его причастности к убийству Натальи и Анастасии Виноградовых. Под давлением представленных доказательств Продан написал чистосердечное признание. На следственном эксперименте он показал, как убил и где спрятал тела жертв. За период следствия Продан ни разу не продемонстрировал признаки раскаяния. Судебно-психиатрическая экспертиза признала Продана абсолютно вменяемым. 29 декабря 2020 года Орловский областной суд приговорил Фёдора Продана к пожизненному лишению свободы. Отбывает наказание в ИК-6 «Торбеевский централ» в Республике Мордовия.

### В заключении
В августе 2024 года 47-летний Фёдор Продан выразил желание принять участие в российском вторжении на Украину, воевать в рядах «Шторм-Z», написал написал соответствующее ходатайство, но ему было отказано.

## В массовой культуре
- Документальный фильм «Ген убийцы» из цикла «По следу монстра» (2021)